# This Is Such a Pity
«This Is Such a Pity» es una canción de la banda estadounidense de rock alternativo Weezer. Es el cuarto sencillo del quinto álbum de la banda, Make Believe. Fue lanzado por radio el 6 de marzo de 2006. Fue la primera vez que Weezer lanzaba un cuarto sencillo de uno de sus álbumes.
En las notas del álbum se acredita a Rivers Cuomo como único compositor de la canción, pero Brian Bell fue quien compuso el duelo de guitarras en el solo. Todos los teclados fueron grabados con un teclado Casio de 75 dólares. En un principio, la banda intentó grabar los demos con teclados Moog, más caros, pero finalmente quedaron más satisfechos con el sonido del Casio.
«This is Such a Pity» es la canción favorita de Cuomo de Make Believe.

## Éxito del videoclip no oficial
La canción solo consiguió un modesto éxito en las estaciones de radio de música alternativa, en parte debido a que no contó con un video musical oficial.
Sin embargo, un videoclip no oficial con imágenes de la película Breakdance (1984) fue subido a YouTube poco después de que la canción fuese anunciada como cuarto sencillo de Make Believe. El video fue creado por Rafael Sans, un estudiante de teología de la Oral Roberts University, y se convirtió en un fenómeno de Internet entre los seguidores de la banda y la comunidad en línea. El video incluso fue subido al sitio web oficial de Weezer.
Poco después de su éxito, el video fue eliminado de YouTube porque, según Julie Supan, directora de marketing del sitio, "era posible que el usuario no tuviese la debida autorización para subir el video, y el poseedor de los derechos contactó con YouTube".

## Músicos
- Rivers Cuomo – guitarra líder, voz
- Brian Bell – guitarra rítmica
- Scott Shriner – bajo
- Patrick Wilson – batería, percusión
- Rick Rubin – producción